# West Indies Cricket Team in England in der Saison 1991
Die Tour des West Indies Cricket Team nach England in der Saison 1991 fand vom 23. Mai bis zum 12. August 1991 statt. Die internationale Cricket-Tour war Teil der internationalen Cricket-Saison 1991 und umfasste fünf Test Matches und drei ODIs. Die Testserie endete unentschieden 2–2, während England gewann die ODI-Serie 3–0.

## Vorgeschichte
Für beide Mannschaften war es die erste Tour der Saison. Das letzte Aufeinandertreffen der beiden Mannschaften bei einer Tour fand in der Saison 1989/90 in den West Indies statt.

## Stadien
Für die Tour wurden folgende Stadien als Austragungsorte vorgesehen.
| Stadion                     | Stadt      | Kapazität | Spiele           |
| --------------------------- | ---------- | --------- | ---------------- |
| Edgbaston Cricket Ground    | Birmingham | 24.803    | 1. ODI & 4. Test |
| Headingley Stadium          | Leeds      | 17.000    | 1. Test          |
| The Oval                    | London     | 23.500    | 5. Test          |
| Lord’s Cricket Ground       | London     | 30.000    | 2. Test & 3. ODI |
| Old Trafford Cricket Ground | Manchester | 19.000    | 2. ODI           |
| Trent Bridge                | Nottingham | 15.350    | 3. Test          |

## Kaderlisten
Die folgenden Kader wurden von den Mannschaften benannt.
| Test | Test | ODI | ODI |
| England | West Indies | England | West Indies |
| --- | --- | --- | --- |
| - Mike Atherton - Ian Botham - Phil DeFreitas - Graham Gooch - Graeme Hick - Richard Illingworth - Allan Lamb - David Lawrence - Chris Lewis - Devon Malcolm - John Morris - Derek Pringle - Mark Ramprakash - Jack Russell - Mike Smith - Alec Stewart - Phil Tufnell - Steve Watkin | - Ian Allen - Curtly Ambrose - Jeff Dujon - Desmond Haynes - Carl Hooper - Clayton Lambert - Gus Logie - Malcolm Marshall - Patrick Patterson - Viv Richards - Richie Richardson - Phil Simmons - Courtney Walsh | - Mike Atherton - Ian Botham - Phil DeFreitas - Neil Fairbrother - Graham Gooch - Graeme Hick - Richard Illingworth - Allan Lamb - David Lawrence - Chris Lewis - Derek Pringle - Mark Ramprakash - Dermot Reeve - Jack Russell | - Curtly Ambrose - Jeff Dujon - Gordon Greenidge - Carl Hooper - Brian Lara - Gus Logie - Malcolm Marshall - Patrick Patterson - Viv Richards - Richie Richardson - Phil Simmons - Courtney Walsh |

## One-Day Internationals

### Erstes ODI in Birmingham
| 23./24. Mai Scorecard | Birmingham | West Indies 173-8 (55)       | – | England 175-9 (49.4) |
|                       |            | England gewinnt mit 1 Wicket |   |                      |

### Zweites ODI in Manchester
| 25. Mai Scorecard | Manchester | England 270-4 (55)         | – | West Indies 261-8 (55) |
|                   |            | England gewinnt mit 9 Runs |   |                        |

### Drittes ODI in London
| 27. Mai Scorecard | London (Lord’s) | West Indies 264-9 (55)        | – | England 265-3 (46.1) |
|                   |                 | England gewinnt mit 7 Wickets |   |                      |

## Test Matches

### Erster Test in Leeds
| 6. – 10. Juni Scorecard | Leeds | England 198 (79.2) & 252 (106) | – | West Indies 173 (54.1) & 162 (56.4) |
|                         |       | England gewinnt mit 115 Runs   |   |                                     |

### Zweiter Test in London
| 20. – 24. Juni Scorecard | London (Lord’s) | West Indies 419 (120.1) & 12-2 (5.5) | – | England 354 (118) |
|                          |                 | Remis                                |   |                   |

### Dritter Test in Nottingham
| 4. – 9. Juli Scorecard | Nottingham | England 300 (103.5) & 211 (79)    | – | West Indies 397 (118.1) & 115-1 (32.2) |
|                        |            | West Indies gewinnt mit 9 Wickets |   |                                        |

### Vierter Test in Birmingham
| 25. – 28. Juli Scorecard | Birmingham | England 188 (70.4) & 255 (105.4)  | – | West Indies 292 (107.3) & 157-3 (40.4) |
|                          |            | West Indies gewinnt mit 7 Wickets |   |                                        |

### Fünfter Test in London
| 8. – 12. August Scorecard | London (The Oval) | England 419 (151.1) & 146-5 (31.4) | – | West Indies 176 (57.3) & 385 (132.5) (f/o) |
|                           |                   | England gewinnt mit 5 Wickets      |   |                                            |